# Frank Vandenbroucke (politicus)
Frank Ignace Georgette Vandenbroucke (Leuven, 21 oktober 1955) is een Belgisch Vooruit-politicus en hoogleraar. Sinds 1 oktober 2020 is hij vicepremier en minister van Sociale Zaken en Volksgezondheid. Eerder was hij federaal minister van Sociale Zaken en Pensioenen en Vlaams minister van Werk en Onderwijs.

## Levensloop

### Jeugd en opleiding
Vandenbroucke heeft een katholieke achtergrond en groeide op als jongste kind in een vooraanstaande Leuvense artsenfamilie. Zijn vader Jozué Vandenbroucke was hoofd inwendige geneeskunde van het Sint-Rafaël-ziekenhuis en was voorstander van een aparte Vlaamse faculteit geneeskunde binnen de toen nog tweetalige Katholieke Universiteit Leuven.
Hij behaalde in 1978 een licentiaatsdiploma in de Economische Wetenschappen aan de Katholieke Universiteit Leuven, waar hij al in 1974 de eerste studentencursus marxistische economie hielp mee organiseren. Hij trad toe tot het nationaal bestuur van de trotskistische Revolutionaire Arbeidersliga (RAL), een voorloper van de Stroming voor een Antikapitalistisch Project (SAP). Hij studeerde van 1981 tot 1982 eveneens economie aan de Universiteit van Cambridge en van 1996 tot 1999 volgde hij een opleiding aan de Faculty of Social Studies van de Universiteit van Oxford. Vandenbroucke was van 1978 tot 1980 onderzoeksassistent in het Centrum voor Economische Studiën van de Katholieke Universiteit Leuven en na zijn studie in Cambridge van 1982 tot 1985 staflid van SEVI, de studiedienst van de socialistische partij SP.

### Politiek
Frank Vandenbroucke werd door partijcoryfee Louis Tobback naar de toenmalige SP gehaald, waar hij al snel opklom in de partij. Bij de verkiezingen van oktober 1985 werd Vandenbroucke voor het arrondissement Leuven voor het eerst verkozen in de Kamer van volksvertegenwoordigers, waar hij tot in september 1996 zou zetelen. In de periode december 1985-mei 1995 had hij als gevolg van het toen bestaande dubbelmandaat ook zitting in de Vlaamse Raad. De Vlaamse Raad was vanaf 21 oktober 1980 de opvolger van de Cultuurraad voor de Nederlandse Cultuurgemeenschap, die op 7 december 1971 werd geïnstalleerd, en was de voorloper van het huidige Vlaams Parlement. Van oktober 1988 tot aan zijn verkiezing als partijvoorzitter in januari 1989 en opnieuw van juli 1995 tot september 1996 was hij SP-fractieleider in de Kamer.

#### Agustaschandaal
In januari 1989 werd hij op 33-jarige leeftijd verkozen tot partijvoorzitter van de SP, als opvolger van Karel Van Miert. Hij bleef dit tot in oktober 1994. Vervolgens was hij van oktober 1994 tot maart 1995 vicepremier en minister van Buitenlandse Zaken in de regering-Dehaene I. In maart 1995 nam hij ontslag uit de federale regering naar aanleiding van het Agustaschandaal. Door dit schandaal was er heel wat zwart geld in de partijkas van SP beland en toen Vandenbroucke dit tijdens zijn voorzitterschap ontdekte, heeft hij geopperd om dat zwart geld te verbranden. Het parket heeft Frank Vandenbroucke formeel vrijgepleit van alle schuld.

#### Studies
Eind september 1996 verliet hij tijdelijk de politiek om aan Oxford te studeren. Nadat hij daar doctoreerde met een onderzoek over sociale rechtvaardigheid, maakte hij in juni 1999 zijn politieke comeback en werd hij voor de SP verkozen in het Europees Parlement. Hij besloot niet te zetelen en werd bij de vorming van het paars-groene kabinet-Verhofstadt in juli 1999 aangesteld tot federaal minister van Sociale zaken en Pensioenen, wat hij bleef tot in 2003. In deze hoedanigheid was hij onder andere verantwoordelijk voor de creatie van het Zilverfonds. In deze periode lanceerde hij, samen met premier Verhofstadt, het concept van de 'Derde Weg' en de 'Actieve Welvaartsstaat', een synthese van liberale en sociaaldemocratische ideeën en idealen, gelanceerd door de Labour-regering van Tony Blair. Bij de verkiezingen van mei 2003 werd hij opnieuw verkozen in de Kamer en bij de verkiezingen van juni 2004 in het Vlaams Parlement. In de regering-Verhofstadt II werd hij in juli 2003 minister van Werk en Pensioenen. Na de Vlaamse verkiezingen van 13 juni 2004 maakte hij in juli 2004 de overstap naar de Vlaamse Regering, waarin hij viceminister-president en minister van Werk, Onderwijs en Vorming werd.

#### Minister van Onderwijs

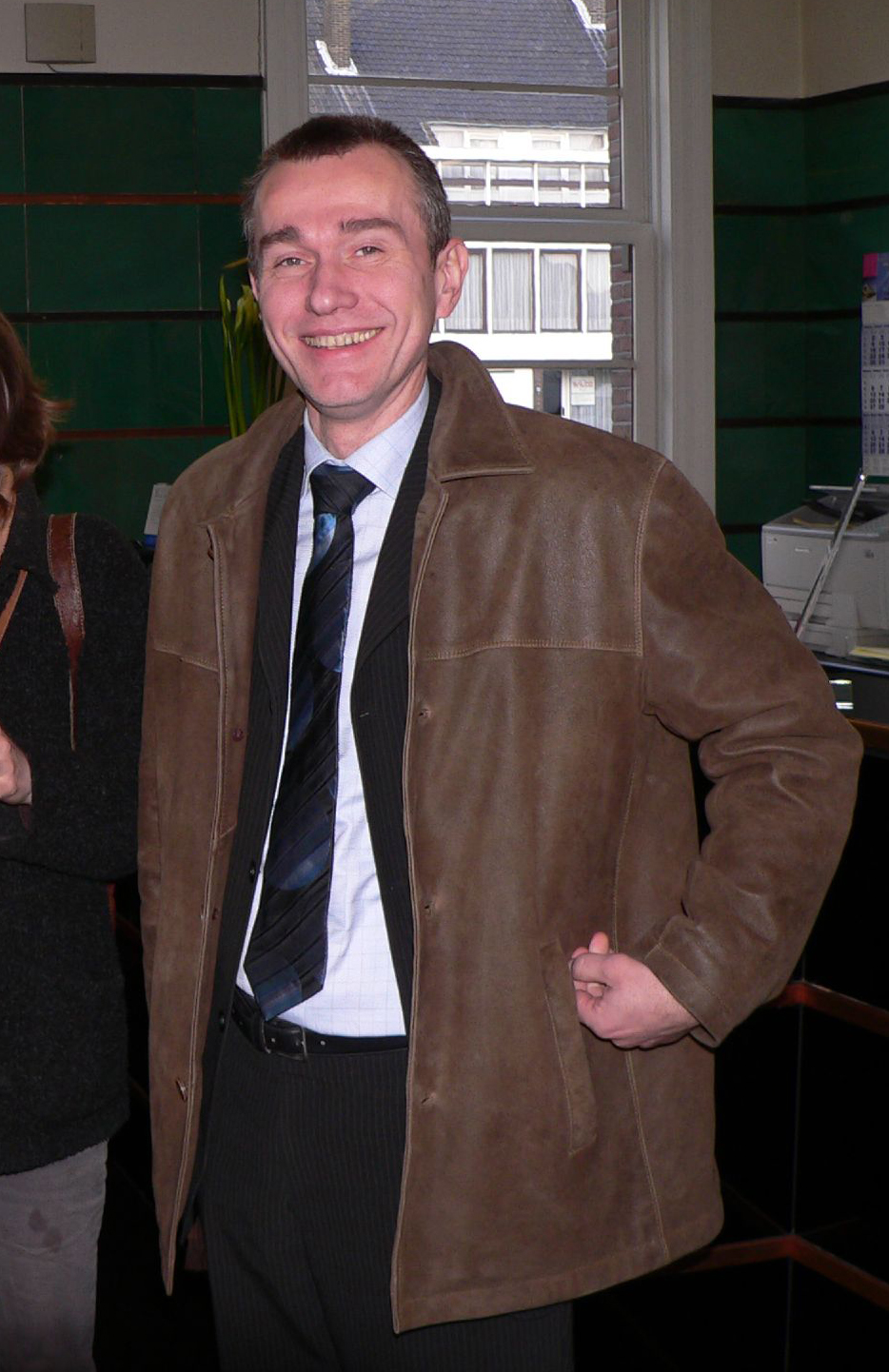
Frank Vandenbroucke als minister van Onderwijs in 2006 in Turnhout.

In het voorjaar van 2006 kreeg zijn onderwijsbeleid scherpe kritiek van studenten en personeel naar aanleiding van zijn voorstel voor een resultaatsgebonden financiering van het hoger onderwijs. Critici vreesden dat deze maatregel een afbouw van de democratisering van het hoger onderwijs betekent en bovendien nefast zal zijn voor de kwaliteit van het onderwijs in universiteiten en hogescholen.
Eveneens in 2006 lag hij aan de basis van de opstart van een inhaalbeweging op het vlak van scholenbouw, later Scholen van Morgen genaamd.
Begin mei 2008 werd bekend dat Frank Vandenbroucke tijdens een sp.a-partijbureau had gedreigd met ontslag als viceminister-president en minister in de Vlaamse regering. Hij was het er niet mee eens dat zijn partij niet wilde wegen op de onderhandelingen voor een nieuwe staatshervorming omdat de Vlaamse socialisten geen deel meer uitmaakten van de federale meerderheid. Hier gaat het om het veiligstellen van ons sociaal model, het versterken van de sociale zekerheid en van alle overheden in dit land, zo liet hij verstaan.
Na de Vlaamse verkiezingen van 7 juni 2009 werd Frank Vandenbroucke, die een enorme hoeveelheid voorkeurstemmen had behaald in Vlaams-Brabant en de wens had geuit om zijn mandaat voort te zetten, toch niet meer als minister voorgedragen door de voorzitter van de sp.a, Caroline Gennez. Om die reden lag de voorzitter wat onder vuur. Hij werd als minister van Onderwijs opgevolgd door de Brusselse sp.a-politicus Pascal Smet en als minister van Werk door N-VA'er Philippe Muyters. Van juni 2009 tot juli 2010 zetelde hij vervolgens in het Vlaams Parlement en in dezelfde periode besloot hij les te geven aan de Universiteit Antwerpen, waar hij sociaal-economische analyse doceerde in de opleiding sociaal-economische wetenschappen, en aan de Katholieke Universiteit Leuven.
In november 2009 werd hij tot minister van Staat benoemd. Bij de federale verkiezingen van 13 juni 2010 slaagde Frank Vandenbroucke erin om als lijstduwer met een aanzienlijk aantal voorkeurstemmen verkozen te worden voor de Senaat. Na de verkiezingen ging hij er ook zetelen.

#### Wetenschappelijk onderzoek
Op 1 oktober 2011 nam Vandenbroucke ontslag als senator. Hij legde eveneens zijn ambt als gemeenteraadslid in Scherpenheuvel-Zichem neer, dat hij uitoefende van 1989 tot 1996 en opnieuw van 2001 tot 2011. Hij wilde zo meer tijd kunnen vrijmaken voor zijn wetenschappelijk onderzoek rond sociale en werkgelegenheidspolitiek. Eind 2011 werd Vandenbroucke aangesteld als hoogleraar aan de faculteit Economie en Bedrijfswetenschappen van de Katholieke Universiteit Leuven, wat hij bleef tot in 2015. Zijn onderzoek richt zich er op sociale ontwikkelingen in de lidstaten van de Europese Unie. Aan de Universiteit Antwerpen bekleedde hij van 2012 tot 2020 als eerste de Leerstoel Herman Deleeck aan het Centrum voor Sociaal Beleid. Van mei 2011 tot oktober 2020 was hij bijzonder hoogleraar op de Joop den Uyl-leerstoel aan de Faculteit der Maatschappij- en Gedragswetenschappen van de  Universiteit van Amsterdam (UvA), waarvoor hij op 7 juni 2012 zijn oratie uitsprak. In 2015 werd hij aan deze universiteit universiteitshoogleraar, waar hij zich bezighield met het bevorderen van onderzoek naar en debat over de maatschappelijke betekenis van de Europese Unie. Deze functie combineerde hij met zijn leerstoel aan de Antwerpse universiteit en hij blijft ook verbonden aan de KU Leuven. Frank Vandenbroucke was een van de twaalf experts in de Commissie Pensioenhervorming 2020-2040. Op basis van haar eindrapport heeft de regering-Michel I haar pensioenhervormingen uitgewerkt. De commissie werd later vervangen door de Academische Raad van Pensioenen onder leiding van Frank Vandenbroucke.

### Terugkeer naar de politiek
Op 1 oktober 2020 keerde Vandenbroucke negen jaar na zijn vertrek uit de actieve politiek terug naar de Wetstraat toen hij vicepremier en minister van Volksgezondheid en Sociale Zaken werd in de federale regering-De Croo. Dit was verrassend, want in tegenstelling tot wat gangbaar is, stond hij bij de verkiezingen niet op een lijst. Hij moest zich meteen bekommeren om de coronacrisis. Tijdens deze crisis gebruikte hij het woord "knuffelcontact", waarmee één persoon buiten het gezin wordt bedoeld waarmee iemand nog nauw contact mag hebben. Het woord werd eind 2020 het woord van het jaar.
Op 20 oktober 2022 werd hij eveneens tijdelijk belast met de bevoegdheden Ontwikkelingssamenwerking en Grootstedenbeleid. De bevoegde minister, zijn partijgenote Meryame Kitir, had immers een dag ervoor tijdelijk een stap opzij gezet vanwege mentale problemen en strubbelingen op haar kabinet. Op 17 december dat jaar trad Kitir definitief terug uit haar ministeriële functies en werden deze overgenomen door Caroline Gennez. Op 30 september 2024 verliet Gennez de federale regering om Vlaams minister van Welzijn te worden, waarna Vandenbroucke opnieuw belast met Ontwikkelingssamenwerking en Grootstedelijk Beleid, ditmaal in volheid van bevoegdheden.
Bij de federale verkiezingen van juni 2024 werd Vandenbroucke als lijsttrekker in Vlaams-Brabant opnieuw verkozen in de Kamer van volksvertegenwoordigers. Hij zetelde er tot in februari 2025, toen de regering-De Wever werd geïnstalleerd. In deze regering bleef Vandenbroucke vicepremier en minister van Sociale Zaken en Volksgezondheid. Daarnaast werd hem de bevoegdheid Armoedebestrijding toegewezen. In deze regering kreeg Vandenbroucke onder meer de opdracht het artsenverloning en de ziekenhuisfinanciering te hervormen. De plannen die hij in 2025 uitvouwde, met onder andere een plafond op de ereloonsupplementen en een beperking van de macht van de artsenvakbonden, resulteerden in weerstand bij artsen en coalitiepartners. Artsenvakbond BVAS zag hierin een verglijding naar staatsgeneeskunde en een aantasting van hun vrije beroep. De weerstand van de artsen mondde uit in een staking, de eerste in ruim twintig jaar vanuit deze beroepsgroep.

## Eretekens
- België: Grootofficier Leopoldsorde, KB 6 juni 2009
- België: Minister van staat, KB 6 juni 2009